# Padgett Powell
Padgett Powell (Gainesville, 25 aprile 1952) è uno scrittore statunitense.

## Biografia
John Padgett Powell Jr. è nato a Gainesville, dove vive e insegna scrittura all'Università della Florida, nel 1952.
A partire dal suo esordio con Edisto nel 1984 ha scritto altri cinque romanzi e tre raccolte di racconti e suoi articoli sono apparsi in riviste e quotidiani quali il New Yorker, l'Harper's Magazine e il Paris Review.
Ha ricevuto un Whiting Award nel 1986, il Rome Prize nel 1987 e il James Tait Black Memorial Prize nel 2011 per il romanzo You and I.
Interrogative mood: romanzo? uscito nel 2009 è il libro più estremo dell'autore in quanto consta di 137 pagine contenenti sole domande senza neanche un punto fermo.

## Opere

### Romanzi
- Edisto (1984), Milano, Feltrinelli, 1987 Traduzione di Giulia Angelini ISBN 88-07-01336-3
- A Woman Named Drown (1987)
- Edisto Revisited (1996)
- Mrs. Hollingsworth's Men (2000)
- Interrogative mood: romanzo? (The Interrogative Mood: A Novel?) (2009), Parma, Guanda, 2011 Traduzione di Giovanni Garbellini ISBN 978-88-6088-501-2
- You & Me (2012)

### Racconti
- Typical (1991)
- Aliens of Affection (1998)
- Cries for Help, Various (2015)